# Bla (Band)
Bla ist eine Indie-Pop-Band aus Madrid, die beim spanischen Label Elefant Records unter Vertrag steht. Die Band ist ein Projekt von Belén Chanes Gálvez (* 1973) und Luis García Morais (* 1972), die auch Mitglieder der Indie-Pop-Band L-Kan sind.
Das erste Album von Bla erschien im März 2010, La mejor enfermedad (dt. Die beste Krankheit). Der darauf enthaltene Song Yo soy como Portugal (dt. Ich bin wie Portugal) verursachte eine Kontroverse, nachdem auf der Website des portugiesischen Wochenmagazins Visão darüber berichtet wurde. Der ironische Song wird dort als Polemik gegen Portugal gewertet (Überschrift: „Spanische Band zeichnet düsteres Bild von Portugal“). Zitiert wird dazu der Textauszug: „Lo que tenemos yo y mi amigo Portugal es que parece que lo nuestro siempre lo hay mejor o igual en cualquier otro lugar“ (dt. etwa „Was mich und meinen Freund Portugal verbindet ist, dass es anscheinend alles, was uns auszeichnet, an jedem anderen Ort in besserer oder (zumindest) ähnlicher Form gibt“). Sowohl Band als auch Plattenlabel haben jedoch keinen Zweifel daran gelassen, dass es sich um Ironie handelt.
2013 erschien das zweite Album von Bla, La falta básica, ausgekoppelt wurde die Single Los siervos de la gleba.

## Diskografie
- La mejor enfermedad, 2010
- La falta básica, 2013